# 輝け!2005年お笑いネタのグランプリ
『輝け!2005年お笑いネタのグランプリ』（かがやけにせんごねんおわらいネタのグランプリ）は2005年12月31日（大晦日）20:00 - 23:00（JST）に東京国際展示場（東京ビッグサイト）で3時間生放送された『エンタの神様』の拡張版ともいえる日本テレビ系列のお笑い特別番組。出演芸人は30組。ほとんどの芸人が『エンタの神様』に出演経験がある。また、多くの芸人が『エンタの神様』で披露したネタをそのままやるか、少しアレンジしただけである。

## 司会者
- 草野仁
- 久本雅美
- 菊川怜
- 赤坂泰彦（ナビゲート）

ネタの前に草野、久本、菊川とトークをする。その間にセットを組んだりする。時間がかかる場合にはCMが入る場合もある。

## 受賞者
- グランプリ　陣内智則　　賞金1000万円、トロフィー
- 放送委員会特別賞　アンジャッシュ　　賞金100万円、トロフィー
- 話題賞　レイザーラモンHG　　賞金100万円、トロフィー
- ブレイク賞　オリエンタルラジオ　　賞金100万円、トロフィー

## 出演芸人
レギュラーとレイザーラモンHGとペナルティはカウントダウンイベントの為、三重県の志摩スペイン村からの生中継だった。また、カンニング竹山は授賞式には出席しなかった。（出演順）
| - 長井秀和 「2005年有名芸能人の話」 - アンガールズ 「ファッションモデル」 - ヒロシ 「ヒロシです…」 - 南海キャンディーズ 「漫才」 - 青木さやか 「ビッグサイトの警備員」 - アンジャッシュ 「友人のお母さんと結婚」 - レギュラー 「あるある探検隊」 （中継） - ドランクドラゴン 「下町のバカ親子」 - 次長課長 「ロシア人カルピン」 - オリエンタルラジオ 「武勇伝」 - アンタッチャブル 「プロポーズ」 - レイザーラモンHG 「イリュージョン」 （中継） - 陣内智則 「ビデオレター」 - だいたひかる 「私だけでしょうか・どうでもいい・来年の目標」 - インパルス 「金属探知機」 | - スピードワゴン 「甘い言葉」 - 友近 「ベテラン声優」 - POISON GIRL BAND 「今年の出来事」 - ネゴシックス 「電車の中吊り広告」 - タカアンドトシ 「同窓会」 - ホリ 「芸能人が絶対言わない事」 - 安田大サーカス 「松竹芸能若手芸人祭り」 - ロバート 「レコードショップ」 - まちゃまちゃ 「マジャコング」 - サンドウィッチマン 「年越しそばの配達」 - ペナルティ 「次世代ロボット」 （中継） - 磁石 「ごくせん」 - カンニング（竹山のみ） 「優勝者を予想」 - 小梅太夫 「小梅日記」 - 桜塚やっくん 「スケバン恐子」 |

## その他
- 安田大サーカスのネタ「松竹芸能若手芸人祭り」のときに出演した芸人のなかの一人が（全員ふんどし姿で登場した）陰毛を露出してしまうというハプニングが生じた。このことについてはほとんどの出演者が気づいていない様子だった。
- 桜塚やっくんは、芸の内容上、ネタ時間の調整が比較的容易にできるため、審査員が大賞を選考している間にネタをやった。
- 出演した芸人の中でペナルティとロバートのみ、本家の「エンタの神様」には1度も出演した事が無い。
- 2005年までは当番組のようなエンタとは別のネタ番組が大晦日に放送されていたが、2006年からは大晦日に一番近い土曜日に『エンタの神様』の総集編を放送している。
- サンドウィッチマンはこのときのネタがスベってしまったことがトラウマとなっており（当時の彼らは出演芸人の中でとりたてて知名度が低かった）、それ以降このネタを封印していたが、放送作家の秋元康からの提案のために2008年の単独ライブで再度披露させられる羽目になった。（詳しくはサンドウィッチマンの項を参照。）

## スタッフ
- 企画・総合演出：五味一男
- 構成：米田共男、佐藤かんじ

S1スタジオ
- - SW：遠藤裕二
  - VE：三山隆浩
  - AUD：三石敏生
  - VTR：佐藤満
  - TK：塚越倫子
  - DSS：山下裕子
  - 音効：村田好次
  - コーディネート：田中宏史
  - 演出補：足利倫子、幡野萌巳
  - ディレクター：高谷和男、佐藤浩仁

スペイン村中継
- - TM：北折正樹
  - TD：角谷広行
  - SW：生島芳夫
  - CAM：岩田清
  - VE：神吉勝美
  - AUD：北村俊典
  - TK：春日千佳子
  - 演出補：小杉隆史、阿部裕一郎、渡辺学、松坂浩敬
  - ディレクター：小江翼、佐々木俊勝、堤聰
  - プロデューサー：林田竜一

東京ビッグサイト
- - TM：古井戸博
  - TD：清宏
  - SW：江村多加司
  - CAM：望月達史
  - VE：升信太郎
  - AUD：村上正
  - PA：宮坂修
  - 特機：市原登志幸、松田智照、長嶋直和
  - 美術：林健一
  - デザイン：小林俊輔
  - 大道具：樋口真也
  - 照明：阿部権治
  - 電飾：伊藤信朗
  - 電飾機械：浅野辰也
  - 小道具：後藤隆彦
  - 持道具：三野尚子
  - 衣裳：有馬裕太
  - 結髪：菊池美抄
  - 特殊効果：内山栄一
  - 花飾：熊田康夫
  - メイク：中西樹里
  - レーザー：三戸雄太
  - タイトル：守屋健太郎
  - CG：ハロウィンジャック
  - インフェルノ：鴨川正太郎
  - ロゴデザイン：宮井勇気
  - リサーチ：金田佑馬、清水昭洋
  - TK：ニケ
- 編成：柴田裕次郎
- 広報：立柗典子
- 美術協力：日テレアート
- 技術協力：日テレ映像センター、ミジェット、aai POST PRODUCTION
- 衣裳協力：メンズプラザアオキほか
- 協力：志摩スペイン村
- 会場運営：アガサス
- 演出補：小松正樹、高橋篤史、瀬尾弘、柴田雅美、村松茂樹、高橋慎耶、高尾あずみ、宇野慎也、工藤佳代、市村敦、栗坂祐輝、仲西正樹、春山正宏
- 制作進行：斉藤寿、柳喜祥
- AP：米澤敏克、村上早苗、岡野芳子、比留間晃則、佐々木美香
- FM：舟澤謙二、鈴木豊人、前田直敬
- ディレクター：鈴木淳一、吉田一浩、杉本憲隆、木曽守、永井英樹、石川潔、星野隆夫、松浦健太郎、佐藤宗大、伊藤航、佐藤伸一、平野真一、吉濱明秀、島袋みさと、佐野浩巳、小野日出紀
- 演出：瓜生健、川邊昭宏
- プロデューサー：鈴木雅人、森實陽三、上田識喜、長谷川賢一、竹田幸市、竹村薫
- チーフプロデューサー：梅原幹
- 制作協力：中京テレビ、モスキート、MEDIA NETWORK、日企、E company、ncv nippon creative vision
- 運営：日本テレビ芸能放送委員会
- 制作：渡辺弘
- 製作著作：日本テレビ

※スタッフのほとんどは、『エンタの神様』とほぼ一緒である。